# 施莱多夫 (奥地利)
施莱多夫是奥地利萨尔茨堡州萨尔茨堡城郊县的一个市镇。总面积10.32平方公里，总人口964人，人口密度93.4人/平方公里（2005年）。